# Ginocchio valgo
Per ginocchio valgo si intende una deviazione del ginocchio rispetto all'asse tra femore e tibia che forma un angolo ottuso aperto lateralmente verso l'esterno del corpo. Questo paramorfismo è anche detto ginocchia a x, perché queste ultime tendono ad avvicinarsi internamente, formando appunto una x. Al contrario, nella deformazione detta ginocchio varo la deviazione forma un angolo ottuso aperto verso l'interno del corpo.

## Epidemiologia
Di manifestazione non comune, la deformità si riscontra soprattutto nei bambini, ma solitamente il difetto viene corretto senza bisogno di alcun intervento prima dei 9 anni.

## Manifestazioni

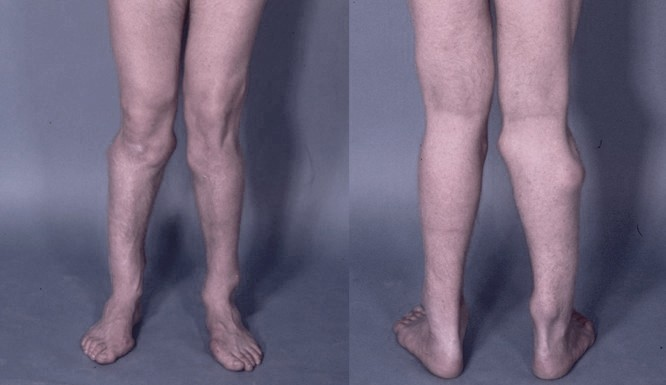

La deformità è dovuta alla tibia che distalmente si allontana dal piano sagittale mediano. Fra le manifestazioni associate, spesso si riscontra la coxa vara, ovvero un'anomalia collegata dell'anca dove anch'essa mostra la stessa deformità. Più raramente si incontrano sindromi come la displasia metafisiaria. Risulta ostacolato il passo della persona. Fra le varie cause è stata riscontrata una correlazione con l'obesità.

## Terapia
Il trattamento nei casi più gravi è soltanto chirurgico.